# 広島市水道局
広島市水道局（ひろしましすいどうきょく）は、広島県広島市、安芸郡府中町、坂町及び山県郡安芸太田町の一部への上水の給水を行う広島市の経営する地方公営企業である。明治32年(1899年) 1月に給水開始。年間給水量は136,513千m3（平成26年度）

## 主な施設

### 浄水場[3]
- 牛田浄水場

- 緑井浄水場
  - 給水能力　200,000m3/日
  - 戸坂取水場からの取水

- 高陽浄水場
  - 給水能力　200,000m3/日
- 府中浄水場
  - 給水能力　200,000m3/日

### 配水池
- 己斐配水池

## 経営状況
平成26年度の経営状況は以下の通り。
- 水道事業会計
  - 営業収益 22,302百万円、営業費用20,321百万円
  - 純利益　3,925百万円の赤字。
  - 企業債残高 78,799百万円。

## 組織
組織構成は以下の通り
- (局直轄)
  - 企画総務課、財務課、人事課
- 営業部
  - 営業課、中央営業所、安佐南営業所、安佐北営業所、安芸営業所、佐伯営業所
- 技術部
  - 調整課、計画課、技術管理課、設備課、水質管理課、維持課、給水課、施設課、管路設計課、管路工事課、牛田浄水場、緑井浄水場、高陽浄水場、府中浄水場、中央管理事務所、東部管理事務所、西部管理事務所、北部管理事務所

## 水道事業ガイドラインにおける主な指標
平成26年(2014年)度。 数値 は1位、 数値 は3位以内、 数値 は最下位から3位以内、 数値 は最下位
| 指標                                  | 1位（2位） 数値         | 広島市の順位 数値 | 最下位(17位) 数値     |
| ------------------------------------- | ----------------------- | ----------------- | --------------------- |
| 自己保有水源率                        | 札幌市他2事業体 100     | 13位 0.1          | 大阪市 他４事業体 0.0 |
| 水質検査箇所密度 (箇所/100㎞2)        | 京都市 23.4             | 10位 13.2         | 札幌市 2.1            |
| 直結給水率                            | 札幌市 98.7             | 9位 77.5          | 福岡市 47.1           |
| 鉛製給水管率                          | 札幌市, 北九州市 0.0    | 1位タイ 0.0       | 京都市 20.2           |
| 普及率                                | 東京都 他５事業体 100.0 | 17位 97.9         | 浜松市 96.5           |
| 経年化設備率                          | 京都市 31.8             | 15位 57.1         | 北九州市 68.3         |
| 経年化管路率                          | さいたま市 6.6          | 7位タイ 15.1      | 大阪市 43.3           |
| 管路の更新率                          | 東京都 1.98             | 17位 0.54         | 神戸市 0.41           |
| 配水池耐震施設率                      | 福岡市 91.2             | 11位 68.8         | 仙台市 15.9           |
| 管路の耐震化率                        | さいたま市 43.1         | 8位 24.5          | 北九州市 5.3          |
| 経常収支比率                          | 札幌市 131.5            | 11位 112.0        | 川崎市 98.9           |
| 給水収益に対する 減価償却費の割合     | 川崎市 22.1             | 17位 42.4         | 北九州市 50.3         |
| 給水収益に対する 企業債残高の割合     | 東京都 88.6             | 15位 411.3        | 京都市 582.0          |
| 供給単価 (円)                         | 浜松市 126.3            | 6位 150.7         | 福岡市 218.0          |
| 給水原価 (円)                         | 浜松市 132.6            | 6位 143.2         | 仙台市 203.2          |
| 1箇月当たり家庭用料金 (円/20m3使用時) | 大阪市 2,073            | 6位 2,354         | 札幌市 3,585          |
| 有収率                                | 福岡市 96.2             | 8位 93.1          | 大阪市、京都市 87.3   |
| 自己資本構成比率                      | 浜松市 98.5             | 7位 61.1          | 京都市 27.9           |
| 水道施設見学者割合 (人/1000人)        | 京都市 75.8             | 14位 6.2          | 堺市 0.1              |
| 配水量1m3当たり 電力消費量 (kWh/m3)   | 堺市 0.04               | 16位 0.44         | 東京都 0.53           |
| 料金未納率                            | 福岡市 2.3              | 1位 2.2           | 札幌市 10.5           |
| 管路の事故割合 (件/100㎞)             | さいたま市 0.5          | 3位 0.9           | 京都市 15.1           |
| 給水管の事故割合 (件/1000件)          | 札幌市 0.7              | 6位 2.0           | 京都市 9.8            |
| 消火栓設置密度 (基/㎞)                | 川崎市 8.2              | 5位タイ 6.0       | 札幌市、浜松市 2.9    |

## マスコットキャラクター
- じゃぐっちー
  - 広島市水道が平成10年に100周年を迎えたのを記念して誕生。[7]